# الحزب الديمقراطي (الولايات المتحدة)
الحزب الديمقراطي (بالإنجليزية: Democratic Party)‏، أحد الحزبين السياسيين المعاصرين الرئيسيين في الولايات المتحدة إلى جانب نظيره الأول، الحزب الجمهوري. تأسس الحزب الديمقراطي الحالي، الذي ترجع أصوله إلى الحزب الجمهوري الديمقراطي بقيادة كل من توماس جيفرسون وجيمس ماديسون، في نحو عام 1828 على يد أنصار أندرو جاكسون، مما يجعله أقدم حزب سياسي في العالم.
قبل عام 1860، وقف الحزب بجانب مفهوم الحكومة المحددة وسيادة الولايات فيما عارض فكرة البنك الوطني والتعريفات الجمركية المرتفعة. وفي نهاية القرن التاسع عشر، استمر في معارضة التعريفات الجمركية المرتفعة وخاض مناقشات داخلية مريرة حول غطاء الذهب. وفي بداية القرن العشرين، بدأ الحزب بدعم الاصلاحات التقدمية ومعارضة الإمبريالية. فمنذ زمن فرانكلين روزفلت وتحالف الصفقة الجديدة في ثلاثينيات القرن التاسع عشر، شجع الحزب الديمقراطي على برنامج ليبرالي اجتماعي. وصولًا إلى القرن العشرين، كان للحزب جناحان أحدهما محافظ يؤيد الأعمال التجارية والآخر شعبوي محافظ يتمركز في الجنوب؛ ولكن في أعقاب الصفقة الجديدة، اضمحل الجناح المحافظ من الحزب بالكامل تقريبًا فيما عدا الجنوب. اجتذب تحالف الصفقة الجديدة في الفترة 1932 - 1964 دعمًا قويًا من الناخبين أصحاب الأصول الأوروبية الحديثة- العديد منهم كاثوليك يقيمون في المدن. بعد إقرار قانون الحقوق المدنية لعام 1964 وقانون حق التصويت لعام 1965، تحولت أسس الحزبين الجوهرية، إذ أصبحت الولايات الجنوبية تحظى بثقة جمهورية أكبر في السياسة الرئاسية فيما أصبحت الولايات الشمالية الشرقية تحظى بثقة ديمقراطية أكبر. ضعف عنصر النقابات العمالية الذي كان يتمتع بالسلطة ذات يوم بعد سبعينيات القرن العشرين، على الرغم من أن الطبقة العاملة تظل تشكل مكونًا مهمًا من مكونات القاعدة الديمقراطية. يميل أيضًا إلى  دعم الحزب الديمقراطي الأشخاص الذين يعيشون في المناطق الحضرية، والنساء، وخريجي الجامعات، وجيل الألفية، فضلًا عن الأقليات العرقية والدينية والجنسية.
تمزج فلسفة الليبرالية الحديثة التي ينتهجها الحزب الديمقراطي بين مفاهيم الحرية المدنية والمساواة الاجتماعية وبين دعم الاقتصاد المختلط. يتمتع الحزب في الكونغرس بأجنحة محافظة، وتقدمية، ووسطية. ويشكل إصلاح حوكمة الشركات، والحفاظ على البيئة، ونقابات العمّال المنظمة، والمحافظة على البرامج الاجتماعية وتوسيعها، ورسوم التعليم الجامعي المعقولة، وضمان الرعاية الصحية الشاملة، وتكافؤ الفرص، وقانون حماية المستهلك جوهر أجندة الحزب الاقتصادية. وفيما يتعلق بالقضايا الاجتماعية، فإنه يؤيد إصلاح تمويل الحملات الرئاسية، وحقوق المثليين، والعدالة الجنائية، وإصلاح سياسة الهجرة، وقوانين السلاح الأكثر صرامة، وحقوق الإجهاض، وتشريع الماريجوانا.
شغل ستة عشر ديمقراطيًا منصب رئيس الولايات المتحدة. كان أولهم أندرو جاكسون، الرئيس السابع عشر الذي حكم في الفترة المحصورة بين 1829 و1837. وآخرهم هو الرئيس الحاليّ جو بايدن، وهو الرئيس السادس والأربعون في تاريخ البلاد والذي تولَّى المنصب في عام 2021. واعتبارًا من مطلع عام 2021، أصبح الحزب يتمتع بالأغلبية في مجلس الشيوخ الأمريكي، والأغلبية في مجلس النواب الأمريكي، وينتمي إليه معظم عُمَد المدن الكبرى، و23 من حكام الولايات، و18 مجلس ولاية تشريعي، و15 تريفيكتا ولاية حكومية (وهذا يشمل منصب الحاكم وكلا المجلسان التشريعيان). عيَّن الرؤساء الديمقراطيون ثلاثة من أصل تسعة قضاة حاليين في المحكمة العليا للولايات المتحدة.

## الأيديولوجيا
دعم الحزب الديمقراطي عند تأسيسه فلسفة الإصلاح الزراعي وحركة الديمقراطية الجاكسونية بقيادة الرئيس أندرو جاكسون، التي مثلت المزارعين والمصالح الريفية والديمقراطيين الجيفرسونيين التقليديين. بدأ الحزب منذ تسعينيات القرن التاسع عشر، خاصة في الولايات الشمالية، بتفضيل مواقف أكثر ليبرالية (يصف مصطلح «ليبرالية» هنا الليبرالية الحديثة، بدلًا من الليبرالية الكلاسيكية أو الليبرالية الاقتصادية). أظهرت عمليات مسح اقتراح الناخبين الدعم واسع النطاق الذي حظي به الحزب الديمقراطي عبر جميع الخصائص السكانية الاجتماعية والإثنية والاقتصادية.
تاريخيًا، مثّل الحزب المزارعين والعمال والأقليات الدينية والإثنية بسبب معارضته الأعمال التجارية والشؤون المالية غير المنظمة، وفضل ضرائب الدخل التصاعدية. على صعيد السياسة الخارجية، كان مبدأ الأممية (متضمنًا مبدأ التدخلية) موضوعًا سائدًا منذ عام 1913 حتى منتصف الستينيات. بدأ الحزب في ثلاثينيات القرن الماضي بالترويج للبرامج الاجتماعية التي تستهدف الفقراء. كان للحزب جناح محافظ ماليًا، ومؤيد للأعمال التجارية، مثله غروفر كليفلاند وآل سميث، وجناح محافظ جنوبي تقلص بعد دعم الرئيس ليندون جونسون قانون الحقوق المدنية لعام 1964. جسدت النقابات العمالية أبرز آثار الليبرالية (بلغت النقابات ذروتها في حقبة 1936-1952)، إضافةً إلى انعكاساتها على الأمريكيين الأفارقة. أصبحت الحركة البيئوية مكونًا رئيسيًا منذ السبعينيات. يتألف الحزب الديمقراطي في القرن الحادي والعشرين بالمجمل من تحالف يضم الوسطيين والليبراليين والتقدميين، مع تداخل كبير بين المجموعات الثلاث. يصف علماء السياسة الحزب الديمقراطي بأنه أقل تماسكًا من الحزب الجمهوري أيديولوجيًا بسبب التنوع الأوسع للائتلافات مقارنة بالحزب الجمهوري.
هيمن الحزب الديمقراطي سابقًا في جنوب شرق الولايات المتحدة، بينما بات اليوم أقوى في الشمال الشرقي (إقليم الأطلسي الأوسط ونيو إنغلاند) ومنطقة البحيرات العظمى والساحل الغربي (متضمنًا هاواي)، إضافةً إلى نفوذه الواسع في المدن الكبرى (بصرف النظر عن المنطقة).

### الوسطيون
يُعد الديمقراطيون الوسطيون، أو الديمقراطيون الجدد، فصيلًا وسطي الأيديولوجية داخل الحزب الديمقراطي، ظهر بعد فوز الجمهوري جورج بوش الأب في الانتخابات الرئاسية عام 1988. يشكل الوسطيون فصيلًا ليبراليًا اقتصاديًا و «طرفًا خارجيًا» سيطر على الحزب مدة 20 عامًا تقريبًا، بدءًا من أواخر الثمانينيات وتحول سكان الولايات المتحدة نحو اليمين السياسي، ويمثلهم منظمات مثل شبكة الديمقراطيين الجدد والائتلاف الديمقراطي الجديد؛ ائتلاف مؤيد للنمو ومعتدل ماليًا في الكونغرس.
كان مجلس القيادة الديمقراطي (دي إل سي) إحدى أكبر مجموعات الوسط نفوذًا، وهي منظمة غير ربحية دعت إلى اتباع الحزب مواقف وسطية. أشاد المجلس بالرئيس بيل كلينتون ورأى فيه دليلًا على جدوى سياسيي «الطرف الخارجي» ونجاح المجلس. حُلّ دي إل سي عام 2011 وبات جزء كبير منه ممثلًا في منظمة الطرف الخارجي الفكرية.
أعلن بعض المسؤولين الديمقراطيين المنتخبين انتماءهم الوسطي، بمن فيهم الرئيس السابق بيل كلينتون، ونائب الرئيس السابق آل غور، والسناتور مارك وارنر، وحاكم ولاية بنسلفانيا السابق إد ريندل، والسناتور السابق جيم ويب، والرئيس جو بايدن، وعضو الكونغرس آن كيركباتريك، وعضو الكونغرس السابق ديف مكوردي.
تدعم شبكة الديمقراطيين الجدد السياسيين الديمقراطيين الليبراليين والمعتدلين ماليًا، وترتبط بتحالف الديمقراطيين الجدد ضمن الكونغرس. ترأس سوزان ديلبن الائتلاف، ويُذكر أن عضوة مجلس الشيوخ السابقة والمرشحة الديمقراطية للرئاسة عام 2016 هيلاري كلينتون كانت عضوًا في فترة وجودها في الكونغرس. وصف الرئيس باراك أوباما نفسه عام 2009 بأنه ديمقراطي جديد.

### المحافظون
يُعد الديمقراطي المحافظ عضوًا في الحزب الديمقراطي ذو آراء سياسية محافظة، أو آراء محافظة نسبيًا مقارنةً بآراء الحزب الوطني. يوجد محافظو الحزب الديمقراطي في جميع أنحاء البلاد، أما المسؤولون المنتخبون المؤثرون موجودون بصورة غير متناسبة داخل الولايات الجنوبية وبدرجة أقل داخل المناطق الريفية من الولايات المتحدة عمومًا، وبصورة أكثر شيوعًا في الغرب. تاريخيًا، كان الديمقراطيون الجنوبيون أكثر محافظةً من الناحية الأيديولوجية مقارنة بالديمقراطيين المحافظين الحاليين.
انشق العديد من الديمقراطيين الجنوبيين المحافظين وانضموا إلى الحزب الجمهوري، بدءًا من إقرار قانون الحقوق المدنية لعام 1964 والتحول الحزبي العام نحو اليسار؛ يُذكر من الأمثلة على هؤلاء المنشقين كل من ستروم ثورموند من ساوث كارولينا، وبيلي تاوزين من لويزيانا، وكينت هانس، ورالف هول من تكساس، وريتشارد شيلبي من ألاباما. غالبًا ما يُستشهد بتدفق الديمقراطيين المحافظين إلى الحزب الجمهوري كسبب لتحول الحزب الجمهوري نحو اليمين خلال أواخر القرن العشرين وتحول قاعدته من الشمال الشرقي والغرب الأوسط إلى الجنوب.
اتسم الحزب الديمقراطي في ثمانينيات القرن العشرين بوجود عنصر محافظ، انتمى معظم أفراده إلى المناطق الجنوبية والحدودية. انخفضت أعداد المحافظين انخفاضًا حادًا مع بناء الحزب الجمهوري قاعدته الجنوبية. أُطلق عليهم أحيانًا بطريقة هزلية «ديمقراطيو الكلب الأصفر» أو «خنافس القطن» أو «ديكسيكراتس». شكلوا في مجلس النواب ائتلاف الكلب الأزرق، وهو تجمع من المحافظين والوسطيين المستعدين للتوسط في التسويات مع القيادة الجمهورية. يُذكر أنهم عملوا سابقًا ككتلة تصويت موحدة، ما أعطى أعضاءها بعض القدرة على تغيير التشريعات، اعتمادًا على أعدادهم في الكونغرس.
كان التصويت بالتقسيم شائعًا بين الديمقراطيين الجنوبيين المحافظين في السبعينيات والثمانينيات؛ دعم هؤلاء الناخبون الديمقراطيين المحافظين في انتخابات المناصب المحلية وعلى مستوى الولاية بالتزامن مع منح أصواتهم لمرشحي الرئاسة الجمهوريين.

### الليبراليون
يمثل الليبراليون الاجتماعيون (الليبراليون الحديثون) جزءًا كبيرًا من القاعدة الديمقراطية؛ بينت استطلاعات الرأي عام 2018 أن الليبراليين شكلوا 27% من الناخبين، إضافةً إلى تأييد 91% من الليبراليين الأمريكيين مرشح الحزب الديمقراطي. كان معظم المتخصصين من عمال الياقات البيضاء الذين تلقوا تعليمًا جامعيًا جمهوريين حتى خمسينيات القرن الماضي، لكنهم يشكلون اليوم مكونًا حيويًا من مكونات الحزب الديمقراطي.
يفضل جزء كبير من الليبراليين الانتقال نحو نظام الرعاية الصحية الشاملة، إذ يدعم الكثيرون الانتقال التدريجي الذي يفضي في نهاية المطاف إلى تطبيق نظام رعاية صحية ذي دفع فردي على وجه الخصوص. تفضل الغالبية أيضًا الدبلوماسية على العمل العسكري، وتدعم أبحاث الخلايا الجذعية، وإضفاء الشرعية على زواج المثليين، وتشديد الرقابة على الأسلحة، وقوانين حماية البيئة، فضلًا عن الحفاظ على حقوق الإجهاض. يمكن ملاحظة إيجابيات إضافية في قضايا الهجرة والتنوع الثقافي، إذ يفضل الليبراليون التعددية الثقافية؛ نظام يحتفظ فيه المهاجرون بثقافتهم الأصلية إلى جانب تبني ثقافتهم الجديدة. يميل الليبراليون إلى الانقسام حول اتفاقيات التجارة الحرة مثل اتفاقية التجارة الحرة لأمريكا الشمالية (نافتا) والمنظمات، إذ يرى البعض أنها أكثر ملاءمة للشركات من العمال. يعارض معظم الليبراليين زيادة الإنفاق العسكري واختلاط الكنيسة بالدولة.
تختلف هذه المجموعة الأيديولوجية عن القاعدة العمالية المنظمة التقليدية، فوفقًا لمركز بيو للأبحاث، ينتمي 41% منهم إلى تكتل الأغنياء مع وصول نسبة خريجي الجامعات إلى 49٪، الرقم الأعلى بين المجموعات التصنيفية الأخرى. كانت أيضًا المجموعة الأسرع نموًا بين أواخر التسعينيات وأوائل القرن الحادي والعشرين. يشغل الليبراليون معظم الأوساط الأكاديمية وأجزاء كبيرة من الطبقة المهنية.

### التقدميون
يشكل التقدميون أكثر فصيل يساري في الحزب ويدعمون قوانين العمل الصارمة والبرامج الاجتماعية وحقوق العمال. تشترك المواقف الأيديولوجية التقدمية كثيرًا مع برامج الدول الأوروبية والعديد من دول شرق آسيا. يتبع جزء من الديمقراطيين التقدميين نهج اليساري الجديد والمرشح الرئاسي عن الحزب الديمقراطي السناتور جورج ماكغفرن من ولاية ساوث داكوتا، بينما اتبع آخرون عضو مجلس الشيوخ عن ولاية فيرمونت بيرني ساندرز في ترشحه الرئاسي لعام 2016. يرى كثيرون أن أفكار التقدميين مشابهة لأفكار الديمقراطية الاجتماعية بسبب الإلهام الكبير من نموذج الشمال الأوروبي، مؤيدين ضرائب الدخل الهامشية الفيدرالية الأعلى وتراوحها بين 52% و70٪، والرقابة على الإيجارات، وزيادة سلطة المفاوضة الجماعية، وتحديد الحد الأدنى للأجر الساعي بمبلغ قدره 15 دولارًا أمريكيًا، إضافةً إلى التعليم المجاني والرعاية الصحية الشاملة (عادةً الرعاية الصحية للجميع).
حددت السناتور التقدمي إليزابيث وارين «إحدى عشرة وصية للتقدمية» في عام 2014: فرض تشريعات أكثر صرامة على الشركات، والتعليم ميسور التكلفة، والاستثمار العلمي والبيئوية، وحياد الإنترنت، وزيادة الأجور، وتساوي الأجور بين الرجل والمرأة، وحقوق المفاوضة الجماعية، والدفاع عن البرامج الاجتماعية، وزواج المثليين، وإصلاح قوانين الهجرة، والحصول الكامل على الرعاية الصحية الإنجابية. إضافةً إلى ما سبق، يعارض التقدميون بشدة الفساد السياسي ويسعون إلى دعم الإصلاحات الانتخابية مثل قواعد تمويل الحملات الانتخابية وحماية حقوق التصويت. يضع العديد من التقدميين اليوم مكافحة اللامساواة الاقتصادية على رأس أولوياتهم.
يُعد التجمع التقدمي في الكونغرس (سي بّي سي) تجمعًا للديمقراطيين التقدميين برئاسة براميلا جايابال من واشنطن. تتضمن قائمة أعضائه النواب دينيس كوسينيتش من ولاية أوهايو، وجون كونيرز من ميشيغان، وجيم ماكديرموت من واشنطن، وباربرا لي من كاليفورنيا، والسيناتور بول ويلستون من مينيسوتا. انتمى بعض أعضاء مجلس الشيوخ للتجمع، مثل شيرود براون من ولاية أوهايو، وتامي بالدوين من ولاية ويسكونسن، ومازي هيرونو من هاواي، وإد ماركي من ولاية ماساتشوستس. يُعد السيناتور المستقل بيرني ساندرز عضوًا في التجمع في ظل عدم وجود أي سيناتورات ديمقراطيين فيه.

## تاريخ الحزب
غالبًا ما يربط مسؤولو الحزب الديمقراطي أصوله بإلهام الحزب الجمهوري الديمقراطي، الذي تأسس عام 1792 على يد توماس جفرسون، وجيمس ماديسون وغيرهما من المعارضين المؤثرين للأعضاء الحزب الفيدرالي. وألهم ذلك الحزب حزب اليمين والجمهوريين المعاصرين. وعلى الصعيد التنظيمي، نشأ الحزب الديمقراطي المعاصر فعليًا في ثلاثينيات القرن التاسع عشر مع انتخاب أندرو جاكسون. ومنذ ترشيح ويليام جيننغز بريان عام 1896، انضم عموم الحزب إلى الجناح اليساري من الحزب الجمهوري فيما يتعلق بالقضايا الاقتصادية. أصبح الديمقراطيون أكثر ليبراليةً في مجال الحقوق المدنية منذ عام 1984، على الرغم من استمرار الفصائل المحافظة التي عارضتهم في الجنوب حتى ستينيات القرن العشرين. أما من ناحية السياسة الخارجية، غير الطرفان موقفهما عدة مرات.

### خلفية الحزب
نبع الحزب الديمقراطي من الحزب الجمهوري الديمقراطي أو الجمهوري الجفرسوني الذي نظمه جفرسون وماديسون في معارضة الحزب الفيدرالي. كان الحزب الجمهوري الديمقراطي يفضل الجمهورياتية؛ وهذا يعني حكومة اتحادية ضعيفة؛ ومطالبة بحقوق الولايات، واهتمام بالزراعة (خاصة بالمزارعين الجنوبيين)؛ وتقيد صارم بالدستور. عارض الحزب فكرة المصرف الوطني وبريطانيا العظمى. وفي أعقاب حرب 1812، اختفى الفيدراليون بشكلٍ شبه تام وأصبح الحزب الجمهوري الديمقراطي الحزب السياسي الوطني الوحيد، الذي كان ميًّالًا إلى الانقسام على طول الخطوط الإقليمية. استمر عصر حكم الحزب الواحد في الولايات المتحدة، المعروف باسم عصر المشاعر الحسنة، منذ عام 1816 حتى عام 1828 حينما أصبح أندرو جاكسون رئيسًا. عمل جاكسون ومارتن فان بورين مع حلفائهما في كل ولاية من أجل بناء حزبٍ ديمقراطيٍ جديد على أساسٍ وطني. اتحد المتنافسون في ثلاثينيات القرن التاسع عشر في المنافسة الرئيسية ضد الديمقراطيين.

### 1860
تقسم الديمقراطيين حول اختيار خلف للرئيس جيمس بوكانان على طول خطوط الشمالي والجنوبي؛ والفصائل للحزب قدمت مرشحين منفصلين للرئاسة في انتخابات عام 1860، والذي اكسب الحزب الجمهوري صعود.

### القرن الواحد والعشرين
في أعقاب الهجمات الإرهابية عام 2001 على مركز التجارة العالمي والبنتاغون فضلًا عن القلق المتزايد إزاء الاحتباس الحراري، تضمنت بعض قضايا الحزب الرئيسية في بداية القرن الواحد والعشرين على مكافحة الارهاب مع المحافظة على حقوق الإنسان في نفس الوقت، وتوسيع الوصول إلى الرعاية الصحية، وحقوق العمال، وحماية البيئة. استعاد الديمقراطيون السيطرة على أغلبية مجلسي النواب والشيوخ في انتخابات عام 2006. وفاز باراك أوباما بترشيح الحزب الديمقراطي وانتُخِب في عام 2008 ليصبح أول رئيس أمريكي أفريقي. في ظل رئاسة أوباما، مضى الحزب بالإصلاحات قدمًا بما فيها حزمة التحفيز الاقتصادي، وقانون الإصلاح المالي لكل من دود وفرانك، وقانون الرعاية الصحية الأمريكي (أوباما كير). وفي انتخابات عام 2010، فقد الحزب الديمقراطي سيطرته على مجلس النواب وفقد أغلبيته في المجالس التشريعية للولايات وحكام الولايات. أما في انتخابات عام 2012، تمت إعادة انتخاب باراك أوباما، إلا أن الحزب ظل يشكل الأقلية في مجلس النواب وفي عام 2014 فقد سيطرته على مجلس الشيوخ. وبعد أن انتُخِب دونالد ترامب في عام 2016، انتقل الحزب الديمقراطي إلى دور الحزب المعارض ولا يشغل حاليًا لا الرئاسة ولا مجلس الشيوخ لكنه استعاد الأغلبية في مجلس النواب بعد انتخابات التجديد النصفي لعام 2018. أصبح الديمقراطيون ينتقدون الرئيس ترامب بشدة، وخاصةً سياساته بشأن الهجرة، والرعاية الصحية، والإجهاض، فضلًا عن استجابته لجائحة فيروس كورونا.
وفقًا لمركز بيو للأبحاث، أصبح الديمقراطيون أكثر علمانيةً وتحررًا من الناحية الاجتماعية في الفترة المحصورة بين عامي 1987 و2012. واستنادًا إلى استطلاع رأي أُجرٍي عام 2014، وجدت مؤسسة غالوب أن 30% من الأمريكيين يعتبرون أنفسهم ديمقراطيين، و23% جمهوريين، و45% مستقلين. وفي نفس الاستطلاع،  أظهر استطلاعٌ خاصٌ بالناخبين المسجلين أن 47% يعتبرون أنفسهم ديمقراطيين أو يميلون إلى الحزب-واظهر نفس الاستطلاع أن 40% من الناخبين المسجلين ينظرون إلى أنفسهم على أنهم جمهوريين أو يميلون إلى الحزب الجمهوري.

## رؤساء الولايات المتحدة المنتسبين للحزب الديمقراطي
بلغ مجموع عدد رؤساء الولايات المتحدة المنتسبين للحزب الديمقراطي حتى الآن 16 رئيسًا.
| #  | الاسم            | الصورة      | الولاية    | بداية الرئاسة  | نهاية الرئاسة  |
| -- | ---------------- | ----------- | ---------- | -------------- | -------------- |
| 7  | أندرو جاكسون     |             | تينيسي     | 4 مارس 1829    | 4 مارس 1837    |
| 8  | مارتن فان بيورين |             | نيويورك    | 4 مارس 1837    | 4 مارس 1841    |
| 11 | جيمس بوك         |             | تينيسي     | 4 مارس 1845    | 4 مارس 1849    |
| 14 | فرانكلين بيرس    |             | نيوهامبشير | 4 مارس 1853    | 4 مارس 1857    |
| 15 | جيمس بيوكانان    |             | بنسيلفانيا | 4 مارس 1857    | 4 مارس 1861    |
| 17 | أندرو جونسون     |             | تينيسي     | 15 أبريل 1865  | 4 مارس 1869    |
| 22 | جروفر كليفلاند   |             | نيويورك    | 4 مارس 1885    | 4 مارس 1889    |
| 24 | جروفر كليفلاند   | 4 مارس 1893 | نيويورك    | 4 مارس 1897    |                |
| 28 | وودرو ويلسون     |             | نيوجيرسي   | 4 مارس 1913    | 4 مارس 1921    |
| 32 | فرانكلين روزفلت  |             | نيويورك    | 4 مارس 1933    | 12 أبريل 1945  |
| 33 | هاري ترومان      |             | ميزوري     | 12 أبريل 1945  | 20 يناير 1953  |
| 35 | جون كينيدي       |             | ماساتشوستس | 20 يناير 1961  | 22 نوفمبر 1963 |
| 36 | ليندون جونسون    |             | تكساس      | 22 نوفمبر 1963 | 20 يناير 1969  |
| 39 | جيمي كارتر       |             | جورجيا     | 20 يناير 1977  | 20 يناير 1981  |
| 42 | بيل كلينتون      |             | أركنساس    | 20 يناير 1993  | 20 يناير 2001  |
| 44 | باراك أوباما     |             | إلينوي     | 20 يناير 2009  | 20 يناير 2017  |
| 46 | جو بايدن         |             | ديلاوير    | 20 يناير 2021  | 20 يناير 2025  |

## الحزب الآن

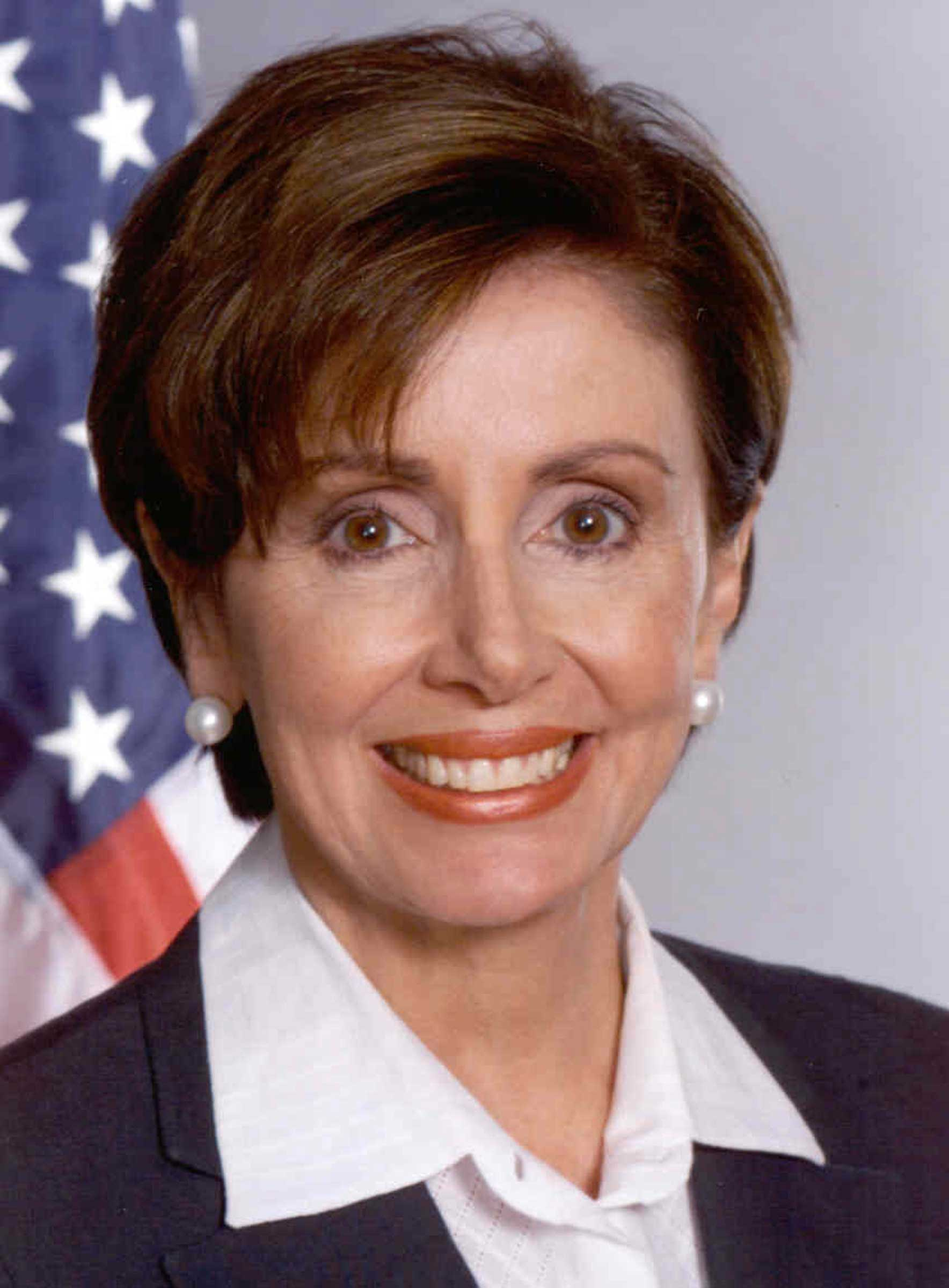
نانسي بيلوسي من أبرز الديمقراطين

رغم ابتعاد الحزب عن الواجهة السياسية لسته سنوات، بسبب سيطرة الجمهوريين، إلا أن الانتخابات النصفية الأخيرة 2006، منحت الحزب الأغلبية النيابية في مجلسي الشيوخ والكونغرس، بسبب ارتفاع الأصوات المعارضة للحرب على العراق، وقد تولت زعامة الأغلبية زعيمة النواب الديمقراطيين، في الفترة الماضية السيناتور نانسي بيلوتزي، أكثرية الحزب، وبذلك تكون أول امرأة ترأس الكونغرس الأمريكي.
دخل سباق الترشح لرئاسة الولايات المتحدة الأمريكية عن الحزب الديمقراطي للأنتخابات الرئاسية عام 2008، السيناتور هيلاري كلينتون، والسينتور باراك أوباما.
في الرابع من يونيو من عام 2008 أعلن رسميا فوز باراك أوباما في سباق الترشح للبيت الأبيض ممثل للحزب الديمقراطي منافسا للجمهوري جون ماكين، و بذلك يكون أول شخص من العرق الأسود يصل لرئاسة البيت الأبيض، وتسلم الرئاسة يوم 20 يناير 2009، وفي 10 كانون الأول/ديسمبر 2009 منحت له جائزة نوبل للسلام، فأثار الجدل في العالم وذلك بسبب الفترة الوجيزة التي تولى فيها الحكم، فهو أبدى لمحة للجميع ببدء ظهور أوجه السلام ولكن رغم وعوده لا تزال هناك الكثير من المشاكل السياسية والاقتصادية عالقة ولم يعثر على دوائها حتى نهاية ولايته. وفي الانتخابات الرئاسية لعام 2016 خسرت مرشحة الحزب هيلاري كلينتون لصالح الجمهوري دونالد ترامب. وفي عام 2020 فاز مرشح الحزب جو بايدن على منافسه الجمهوري دونالد ترامب.

## البنية والتكوين الحالي

### اللجنة الوطنية
يقع على عاتق اللجنة الوطنية الديمقراطية تعزيز وتشجيع نشاطات الحملات الانتخابية للحزب. وفي حين أنها مسؤولة عن الإشراف على عملية تحديد السياسات والتوجهات المعلنة للحزب الديمقراطي، إلّا أن اللجنة تركز بصورة أكبر على إستراتيجية الحملات الانتخابية والتنظيمية أكثر من تركيزها على السياسة العامة. وتتولى اللجنة خلال موسم الانتخابات الرئاسية الإشراف على المؤتمر الوطني الديمقراطي الذي يجري عقده كل أربعة سنوات بالتزامن مع انتخابات الرئاسة. ويخضع المؤتمر الوطني للحزب لميثاق الحزب والسلطة المطلقة الداخلية للحزب الديمقراطي، فيما تدير اللجنة الوطنية الديمقراطية تنظيم شؤون الحزب في الأوقات الأخرى غير موسم الانتخابات العامة.

### فروع أحزاب الولايات
لكل ولاية لجنة حزبية خاصة بها تتألف من أعضاء اللجنة المنتخبين بالإضافة إلى أعضاء اللجنة المعينين بحكم مناصبهم (عادةً ما يكونون مسؤولين وممثلين منتخبين عن الدوائر الانتخابية الكبرى)، والتي بدورها تنتخب رئيساً لها. وتتألف لجان المقاطعات والمدن والدوائر والبلدات بصورة عامة من أفراد جرى انتخابهم على المستوى المحلي. غالباً ما تعمل اللجان المحلية ولجان الولايات على تنسيق نشاطات الحملات الانتخابية ضمن الصلاحيات القانونية المخولة إليها، بالإصافة إلى الإشراف على المؤتمرات الحزبية المحلية وقد تُشرف في بعض الحالات على الانتخابات التمهيدية والمجالس الانتخابية وقد يكون لها دور في في ترشيح المرشحين للمناصب المنتخبة بموجب ما يمليه قانون الولاية. ومن النادر بمكان حصول هذه اللجان المحلية على تمويل كبير، ولكن بدأ رئيس اللجنة الوطنية الديمقراطية حينها هوارد دين برنامجاً عام 2005 يهدف لاستخدام الأموال الخاصة باللجنة الوطنية بغية مساعدة جميع أحزاب الولايات الأمريكية المتفرعة عن الحزب وتسديد رواتب طواقم العمل الخاصة العاملة لهم بدوام كامل.

## وصلات خارجية
- Democrats.org – الموقع الرسمي للجنة الوطنية الديمقراطية (بالإنجليزية)